# Aulo Licinio Nerva Siliano (cónsul 7)
Aulo Licinio Nerva Siliano (en latín Aulus Licinius Nerva Silianus; ¿?-7) fue un senador romano que desarrolló su carrera política a finales del siglo I a. C. y comienzos del siglo I, bajo el imperio de Augusto.

## Orígenes familiares
Era hijo de Publio Silio Nerva consul ordinarius en 20 a. C. y fue adoptado por Aulo Licinio Nerva, por lo que modificó su nombre. 

## Carrera
Amigo personal del emperador Augusto, participó en la represión de la revuelta Iliria en 6 y como recompensa fue nombrado consul ordinarius en 7, pero falleció en presencia del propio Augusto el 30 de junio de ese año y fue sustituido en su magistratura por Lucilio Longo.

## Descendencia
Su nieto fue Aulo Licinio Nerva Siliano, consul ordinarius en 65, bajo Nerón.